# Henny Meijer
Henny Meijer (nacido el 17 de febrero de 1962) es un exfutbolista neerlandés que se desempeñaba como delantero.
En 1987, Henny Meijer jugó para la selección de fútbol de Países Bajos.

## Trayectoria

### Clubes
| Club                     | País         | Año       |
| ------------------------ | ------------ | --------- |
| SC Telstar Velsen        | Países Bajos | 1983-1984 |
| FC Volendam              | Países Bajos | 1984-1985 |
| Roda JC Kerkrade         | Países Bajos | 1985-1987 |
| Ajax de Ámsterdam        | Países Bajos | 1987-1988 |
| FC Groningen             | Países Bajos | 1988-1993 |
| Verdy Kawasaki           | Japón        | 1993      |
| Cambuur Leeuwarden       | Países Bajos | 1993-1994 |
| SC Heerenveen            | Países Bajos | 1994-1995 |
| De Graafschap Doetinchem | Países Bajos | 1996      |
| SC Veendam               | Países Bajos | 1996-1998 |

### Selección nacional
| Selección | País         | Año  |
| --------- | ------------ | ---- |
| Absoluta  | Países Bajos | 1987 |

## Estadística de equipo nacional
| Selección de fútbol de Países Bajos | Selección de fútbol de Países Bajos | Selección de fútbol de Países Bajos |
| Año                                 | Part.                               | Goles                               |
| ----------------------------------- | ----------------------------------- | ----------------------------------- |
| 1987                                | 1                                   | 0                                   |
| Total                               | 1                                   | 0                                   |

## Palmarés

### Títulos nacionales
| Título         | Club           | País  | Año  |
| -------------- | -------------- | ----- | ---- |
| Copa J. League | Verdy Kawasaki | Japón | 1993 |
| J1 League      | Verdy Kawasaki | Japón | 1993 |